# 肯特伯爵
肯特伯爵（Earl of Kent）是英格兰的一个贵族称号，曾封给几个不同的家族。它也曾是联合王国的一个贵族爵位。

## 诺曼征服前的肯特伯爵
- 戈德温
- 利奥芬·戈德温松

## 第一次封授
- 巴约的厄德

## 第二次封授
- 威廉·德·伊普莱斯

## 第三次封授
- 于贝尔·德·巴勒

## 第四次封授
- 伍德斯托克的埃德蒙
- 埃德蒙
- 约翰
- 琼

## 第五次封授
- 威廉·内维尔

## 第六次封授
- 埃德蒙·格雷
- 乔治·格雷
- 理查德·格雷
- 亨利·格雷
- 雷金纳德·格雷
- 亨利·格雷
- 查尔斯·格雷
- 亨利·格雷
- 安东尼·格雷
- 亨利·格雷
- 安东尼·格雷
- 亨利·格雷

## 第七次封授
- 阿尔弗雷德，爱丁堡公爵